# ヴェヌーシア・M50V
M50Vは、東風日産によって製造、ヴェヌーシアブランドにて販売されていたコンパクトMPVである。

## 概要
2017年4月、上海モーターショーにて発表。同年末に中国市場で販売を開始。ヴェヌーシアブランドで初のコンパクトミニバンである。プラットフォームなどを東風風光360と共有している。